# Yukonita
La yukonita és un mineral de la classe dels arsenats. Rep el seu nom de la seva localitat tipus, que es troba a Yukon, Canadà.

## Característiques
La yukonita és un arsenat de fórmula química Ca₃Fe3+(AsO₄)₂(OH)₃·5H₂O. Cristal·litza en el sistema ortoròmbic. La seva duresa a l'escala de Mohs es troba entre 2 i 3. Es confon fàcilment amb l'arseniosiderita i es pot identificar només amb mètodes de difracció de raigs X, encara que és freqüent que la yukonita sigui amorfa als raigs X.
Segons la classificació de Nickel-Strunz, la yukonita pertany a «08.DM - Fosfats, etc. amb cations de mida mitjana i gran, (OH, etc.):RO₄ > 2:1» juntament amb els següents minerals: morinita, esperanzaïta, clinotirolita, tirolita, betpakdalita-CaCa, melkovita, betpakdalita-NaCa, fosfovanadylita-Ba, fosfovanadilita-Ca, uduminelita, delvauxita i santafeïta.

## Formació i jaciments
Es troba en vetes de minerals sulfurs i quars. Sol trobar-se associada a altres minerals com la simplesita, el quars i la galena. Va ser descoberta a la mina Daulton, a Windy Arm, al llac Tagish (Yukon, Canadà).